# Teorias da conspiração sobre a supressão de tecnologias geradoras de energia livre
Teoria da supressão de tecnologias geradoras de energia livre (ou supressão da energia livre) é uma teoria da conspiração na qual uma fonte de energia tecnologicamente viável, livre de poluição e sem custo está sendo suprimida pelo governo, corporações ou grupo de interesse. Os dispositivos supostamente suprimidos incluem máquinas movimento perpétuo, fusão a frio, geradores toroidais baseados em engenharia reversa do contato extraterrestre e outras fontes de energia geralmente não comprovadas e de baixo custo.
A suposta supressão (ou enfraquecimento) é reivindicada como ocorrendo desde meados do século XIX, quando houve uma má interpretação do conceito energia livre termodinâmica (que não é infinita), por partes dos teóricos da conspiração, que alegam que tudo seria perpetrado por várias agências governamentais, poderes corporativos, grupos de interesses e inventores fraudulentos. Os grupos de interesse especial costumam estar associados às indústrias relacionadas a  combustível fóssil ou energia nuclear, cujo modelo de negócios seria ameaçado por estas teorias.
Reivindicações de supressão incluem:
- A alegação de que a comunidade científica controlou e suprimiu a pesquisa de vias alternativas de geração de energia através das instituições de revisão por pares e repressão aos dissidentes científicos e acadêmicos.[10][11]
- A alegação de que existem dispositivos capazes de extrair, por pouco ou nenhum custo, energia significativa e utilizável de reservatórios de energia não convencionais preexistentes, como a energia de ponto zero,  mas estão sendo suprimidos.[12][13][14][15]

Alguns exemplos de indivíduos que foram supostamente suprimidos, assediados ou mortos por suas pesquisas são: Thomas Henry Moray, Stanley Meyer e Eugene Mallove.  Outros inventores que proclamaram ter encontrado maneiras de produzir energia livre são John Ernst Worrell Keely, Walter Bowman Russell e Viktor Schauberger.